# Dominio de colisión
Un dominio de colisión es un segmento de una red de computadores, conectado a un mismo medio de transmisión, donde es posible que las tramas puedan "colisionar" (interferir) con otros. Estas colisiones se dan particularmente en el protocolo de red Ethernet.
A medida que aumenta el número de nodos que pueden transmitir en un segmento de red, aumentan las posibilidades de que dos de ellos transmitan a la vez. Esta transmisión simultánea ocasiona una interferencia entre las señales de ambos nodos, que se conoce como colisión. Conforme aumenta el número de colisiones disminuye el rendimiento de la red.
El rendimiento de una red puede ser expresado como  {\displaystyle Rendimiento(\%)=\left(1-{\frac {Colisiones}{Paquetes\;Totales}}\right)*100}
Un dominio de colisión puede estar constituido por un solo segmento de cable Ethernet en una Ethernet de medio compartido, o todos los nodos que afluyen a un concentrador Ethernet en una Ethernet de par trenzado, o incluso todos los nodos que afluyen a una red de concentradores y repetidores.

## Dispositivos con dominios de colisión
A partir de las capas del modelo OSI es posible determinar qué dispositivos extienden o componen los dominios de colisión.
- Los dispositivos de la capa 1 OSI (como los concentradores y repetidores) reenvían todos los datos transmitidos en el medio y por lo tanto extienden los dominios de colisión.
- Los dispositivos de la capa 2 y 3 OSI (como los conmutadores) segmentan los dominios de colisión.
- Los dispositivos de la capa 3 OSI (como los routers) segmentan los dominios de colisión y difusión (broadcast).

Con Ethernet, si se tienen más de cuatro concentradores en una red, entonces probablemente ya se ha extendido el dominio de colisión más de lo deseado.